# Théâtre de la Croix-Rousse
Le Théâtre de la Croix-Rousse est un théâtre situé dans le 4e arrondissement de Lyon, sur la place Joannès-Ambre et construit à partir de la fin des années 1920. Le concepteur du lieu est Michel Roux-Spitz. En 1980, l'architecte Georges Bacconnier conduit une restauration des intérieurs.

## Histoire
Le théâtre est installé dans l'ancienne salle des fêtes de La Croix-Rousse. Commanditée par Édouard Herriot, et inaugurée le 7 juin 1931, la salle accueille alors toutes sortes de spectacles (théâtre, cinéma, conférences, bals et banquets). En 1980, la salle des fêtes devient Maison de la danse, résultat d'un projet initié par cinq chorégraphes lyonnais et soutenu par Joannès Ambre, adjoint à la Culture de la ville de Lyon. À la tête du premier lieu français entièrement consacré à la danse, la ville de Lyon nomme Guy Darmet, alors journaliste spécialiste de la danse. 
En 1992, la Maison de la danse quitte la place Joannès-Ambre pour investir les locaux du Théâtre du 8e arrondissement. Deux ans plus tard, la ville de Lyon, le ministère de la Culture et la région Rhône-Alpes confient la gestion de la salle à Philippe Faure. Le Théâtre de la Croix-Rousse naît sous le slogan « Ouverture d'un théâtre, théâtre d'ouverture ». 
Philippe Faure décède en juillet 2010. Le metteur en scène Jean Lacornerie prend alors sa suite. En janvier 2021, Courtney Geraghty succède à Jean Lacornerie à la direction du théâtre,.

## La salle
Conçu par l'architecte Michel Roux-Spitz, et construit (en 1924-1929) autour d’une structure de ciment armé avec remplissage en pisé, l’ouvrage est coiffé d’une coupole octogonale dominant la grande salle. En 1980, l’architecte Paul Bacconnier transforme l'intérieur de la salle pour l'adapter aux besoins de la maison de la danse.

## Dans la culture populaire
- Le Théâtre apparait dans le film français Alice et le maire de Nicolas Pariser, sorti en 2019.
- Dans le film français Un triomphe d'Emmanuel Courcol sorti en 2020, une troupe de détenus comédiens amateurs dirigée par un personnage interprète par Kad Mérad donne leur première représentation publique au Théâtre de la Croix-Rousse. Les scènes extérieures sont tournées devant le Théâtre.